# يوم العزاب
يوم العزاب أو Guanggun Jie (بالصينية)  هي عطلة تسوق تحظى بشعبية بين الشباب الصيني تحتفل بفخرهم بكونهم عزاب. تم اختيار تاريخ، 11 نوفمبر (11/11)، لأن الرقم "1" يمثل الفرد الوحيد. أصبحت العطلة أيضًا تاريخًا شهيرًا للاحتفال بالعلاقات، حيث تزوج أكثر من 4000 من الأزواج في بكين في هذا التاريخ في عام 2011، مقارنة بمتوسط 700 زواج في اليوم.
أصبحت العطلة أكبر يوم للتسوق عبر الإنترنت ومن المتاجر في العالم، حيث تجاوز المتسوقون عبر موقع علي بابا 168.2 مليار يوان (25.4 مليار دولار أمريكي) في الإنفاق خلال احتفال عام 2017. يستضيف موقع JD.com مهرجانا للتسوق يستمر 11 يومًا، والذي حصل على 19.1 مليار دولار أمريكي، ليصل إجمالي إنفاق الصينيين إلى 44.5 مليار دولار أمريكي.

## أصول
يوم العزاب الصيني، نشأ في جامعة نانجينغ في عام 1993. امتدت احتفالات يوم العزاب إلى العديد من الجامعات الأخرى في نانجينغ خلال التسعينيات. تم تسمية العطلة باسم «يوم العزاب» لأن تاريخه، 11/11 (11 نوفمبر) يتكون من أربعة «واحدات» تمثل أربعة عزاب.
هناك العديد من الأفكار التي تفسر إنشاء مهرجان يوم العزاب الفكرة المقبولة على نطاق واسع هي أن المناسبة نشأت عن ثقافة المهجع في جامعة نانجينغ. هناك قصة أصل واحدة هي أنه في عام 1993، ناقش أربعة طلاب ذكور من جامعة نانجينغ («كل الرجال العزاب») كيف يمكنهم كسر رتابة كونهم عازبين واتفقوا على أن 11 نوفمبر سيكون يومًا للأنشطة والاحتفال بشرف كونهم عزاب. انتشرت هذه الأنشطة من خلال الجامعة وشقّت طريقها في نهاية المطاف إلى مجتمع أوسع. زاد الانتشار باستخدام وسائل التواصل الاجتماعي، وأصبح هذا الحدث شائعًا بشكل متزايد في الثقافة والمجتمع الصيني المعاصران.

## وصف
يمثل يوم العزاب مناسبة لاجتماع الوحيدين ولتنظيم الحفلات تم الاحتفال بالعيد في البداية فقط من قبل الشباب، ومن هنا جاء الاسم الأول «يوم العزاب» ومع ذلك، يتم الاحتفال به الآن على نطاق واسع من قبل كلا الجنسين. تحظى حفلات المواعيد العمياء "Blind date" بشعبية في هذا اليوم، في محاولة لتغيير حالة العزوبية للمشاركين. تنظم بعض الجامعات برامج خاصة لجمع العزاب معًا للاحتفال. قد يتخذ الأعزب سلوكا مزعجًا أو مستنكرًا للذات كرد فعل لبقائه وحيدا كطالب جامعي، لكن مبادرات الجامعة ساعدت في كبح تلك السلبية. بغض النظر من أن هذا التاريخ يهدف إلى الاحتفال بالوحدة، إلا أن الرغبة في العثور على زوج أو شريك في كثير من الأحيان يتم التعبير عنها من قبل الشباب الصيني في هذا التاريخ، بينما تناقش وسائل الإعلام الصينية القضايا الأخرى المتعلقة بالحب.
شهد عام 2011 «يوم عزاب القرن» (Shiji Guanggun Jie) حيث كان لهذا التاريخ ستة «أغاني» بدلاً من أربعة، مما يزيد من أهمية هذه المناسبة. في عام 2011، حدث عدد أعلى من المتوسط من الاحتفالات الزوجية في هونغ كونغ وبكين في 11 نوفمبر.

## التسوق
هذا الحدث ليس عطلة رسمية معترف بها رسمياً في الصين، على الرغم من أنه أصبح أكبر يوم للتسوق عبر الإنترنت والتسوق التقليدي في العالم. بلغت المبيعات في مواقع علي بابا، وتي مول وتاوباو، 5.8 مليار دولار أمريكي في عام 2013، 9.3 مليار دولار أمريكي في عام 2014، و14.3 مليار دولار أمريكي في عام 2015، و17.8 مليار دولار أمريكي في عام 2016، وأكثر من 25.4 مليار دولار أمريكي في عام 2017. وحقق JD.com أيضًا مبيعات قياسية بلغت 19.1 مليار دولار أمريكي في عام 2017، بينما ارتفعت مبيعات Lazada بمبلغ 123 مليون دولار أمريكي.
مع انضمام المزيد من الأشخاص للاحتفال بهذا العيد، انتهزت العديد من الشركات الفرصة لاستهداف المستهلكين الشباب؛ بما في ذلك أعمال مثل المطاعم وصالات الكاريوكي ومراكز التسوق عبر الإنترنت. على سبيل المثال، باع مركز التسوق الصيني عبر الإنترنت تاوباو بضائع بقيمة 19 مليار يوان صيني (حوالي 3 مليارات دولار أمريكي) في 11 نوفمبر 2012.
في يوم العزاب سنة 2017، سجلت Alibaba رقما قياسيا عالميا لمعظم معاملات الدفع خلال المهرجان. قام تطبيق Alipay للهاتف المحمول بمعالجة 256000 معاملة دفع في الثانية. تمت معالجة ما مجموعه 1.48 مليار معاملة من قبل Alipay خلال الـ 24 ساعة بأكملها، مع وصول طلبات التسليم من خلال Cainiao (الشركة التابعة لشركة Alibaba للوجستيات) إلى ما يقرب من 700 مليون، محطمة بذلك الرقم القياسي السابق في عام 2016. يصل حجم الحدث الآن إلى أربعة أضعاف حجم أيام التسوق الأكبر في أمريكا، الجمعة السوداء وCyber Monday.
وفي يوم العزاب سنة 2019، أعلنت مجموعة علي بابا أن مبيعاتها على مختلف المنصات ومن بينها علي إكسبرس حققت مبيعات قياسية، حيث وصلت إلى 38.3 مليار دولار (268 مليار يوان صيني)، متجاوزة بذلك الرقم القياسي السابق والذي تحقق في 11 نوفمبر العام الماضي (2018) بواقع 30.7 مليار دولار، وقد شارك في تحقيق هذا الرقم أكثر من نصف مليار شخص حول العالم.
| عام  | دولار أمريكي (× 10⁹) | يوان (× 10⁹) | نمو     |
| ---- | -------------------- | ------------ | ------- |
| 2019 | 38.3                 | 268          |         |
| 2018 | 30.7                 | 213.5        | + 27٪   |
| 2017 | 25.3                 | 168.2        | + 39٪   |
| 2016 | 17.73                | 120.7        | + 32٪   |
| 2015 | 14.32                | 91.2         | + 60٪   |
| 2014 | 9.3                  | 57.1         | + 63٪   |
| 2013 | 5.75                 | 35           | + 83٪   |
| 2012 | 3.04                 | 19.1         | + 267٪  |
| 2011 | 0.75                 | 5.2          | + 456٪  |
| 2010 | 0.135                | 0.936        | + 1700٪ |
| 2009 | 0.007                | 0.052        | Ø       |

## رمزية
تم ربط الرموز التالية بهذا التاريخ المميز:
- "1": يرمز الرقم 1 إلى الفرد (الشخص الأعزب)
- "11": شخصان، يعثر كل منهما على الآخر، ويجتمعان على جانب واحد من هذا التاريخ المميز (11.11)
- 2 × (11): احتفال بأزواج مختلفين ومنفصلين (وأكثر)، يتكون كل منهما من شخصين أعزبين يعثر كل منهما على الآخر في التاريخ المميز (11.11)

## خارج الصين
ومنذ ذلك الحين، أصبح يوم العزاب شائعًا عبر الإنترنت، ويتم الاحتفال به الآن في عدة أماكن خارج الصين أيضًا. توسعت العطلة بشكل خاص في جنوب شرق آسيا، حيث طلب العملاء في أسواق Lazada في جنوب شرق آسيا 6.5 مليون قطعة في عام 2017. هذا يرجع جزئياً إلى العروض الترويجية الكثيرة التي قامت بها مجموعة Lazada في هذه المنطقة.
في المملكة المتحدة، يتم الاحتفال بيوم العزاب، الذي يُطلق عليه أيضًا يوم العزاب الوطني، في 11 مارس. تم إطلاقه بواسطة مجموعة من خبراء المواعدة المعترف بهم دوليًا من أجل مساعدة العزاب إما في احتضان حالتهم الفردية أو «القيام بشيء حيال ذلك».
تقوم شركة Media Markt، إحدى الشركات الألمانية، بالترويج ل «يوم العزاب» في متاجرهم. يشارك Mediamarkt البلجيكي أيضًا، لكن ردود الأفعال كانت سلبية منذ 11 نوفمبر، وهي الذكرى السنوية لهدنة 11 نوفمبر 1918 التي أنهت الحرب العالمية الأولى، واليوم يرتبط بالاحتفال بموتى الحرب في بلجيكا. في عام 2016، روجت شركة التجزئة الإلكترونية السويدية Elgiganten حملة ليوم العزاب في النرويج قبل تنفيذها في بلدان الشمال الأوروبي الأخرى في العام التالي.

## العلامات التجارية
تم تسجيل المصطلح "双十一 " (يعني "11" مزدوج) في الصين من قِبل Alibaba Group في 28 ديسمبر 2012، تحت رقم التسجيل 10136470 و 10136420، وفي أكتوبر 2014، هددت علي بابا باتخاذ إجراءات قانونية ضد وسائل الإعلام التي تقبل الإعلانات من المنافسين الذين يستخدمون هذا المصطلح.

### مناسبات مماثلة
- يوم أسود
- الجمعة السوداء
- يوم بدون شراء
- سايبر الاثنين
- يوم الصناديق

### مناسبات أخرى تشترك في نفس التاريخ
- يوم المحاربين القدامى
- يوم الذكرى
- يوم الهدنة
- يوم عود الحلوى [38]